# Österreichisches Biographisches Lexikon 1815–1950
Österreichisches Biographisches Lexikon 1815–1950 (ÖBL) är ett österrikiskt biografiskt lexikon som ges ut av Österreichische Akademie der Wissenschaften. Det omfattar år 2010 12 band (61 häften) med hittills mer än 16 000 biografier, och kompletterar Biographisches Lexikon des Kaiserthums Oesterreich, som behandlar perioden 1750–1850.

## Utgivna band
- Band  1 (Aarau Friedrich–Gläser Franz), 1957 (2:a oförändrade upplagan 1993). ISBN 3-7001-1327-7
- Band  2 (Glaessner Arthur–Hübl Harald H.), 1959 (2:a oförändrade upplagan 1993). ISBN 3-7001-1328-5
- Band  3 (Hübl Heinrich–Knoller Richard), 1965 (2:a oförändrade upplagan 1993). ISBN 3-7001-1329-3
- Band  4 (Knolz Joseph J.–Lange Wilhelm), 1969 (2:a oförändrade upplagan 1993). ISBN 3-7001-2145-8
- Band  5 (Lange v. Burgenkron Emil–[Maier] Simon Martin), 1972 (2:a oförändrade upplagan 1993). ISBN 3-7001-2146-6
- Band  6 ([Maier] Stefan–Musger August), 1975. ISBN 3-7001-1332-3
- Band  7 (Musić August–Petra-Petrescu Nicolae), 1978. ISBN 3-7001-2142-3
- Band  8 (Petračić Franjo–Ražun Matej), 1983. ISBN 3-7001-0615-7
- Band  9 (Rázus Martin–Savić Šarko), 1988. ISBN 3-7001-1483-4
- Band 10 (Saviňek Slavko–Schobert Ernst), 1994 (2:a oförändrade upplagan 1999). ISBN 3-7001-2186-5
- Band 11 (Schoblik Friedrich–[Schwarz] Ludwig Franz), 1999. ISBN 3-7001-2803-7
- Band 12 ([Schwarz] Marie–Spannagel Rudolf), 2005. ISBN 3-7001-3580-7

- Band 13 är under arbete, följande häften har utkommit:
  - Häfte 59 Spanner Anton Carl–Staudigl Oskar, 2007. ISBN 978-3-7001-3864-8
  - Häfte 60  Staudigl Oskar–Stich Ignaz 2008. ISBN 978-3-7001-6116-5
  - Häfte 61 Stich Ignaz – Stratil František, 2009. ISBN 978-3-7001-6791-4